# مركز أنيتا برج للمرأة والتكنولوجيا
مركز أنيتا برج للمرأة والتكنولوجيا AnitaB.org هي منظمة عالمية غير هادفة للربح مقرها في بالو ألتو بكاليفورنيا. أسستها عالمة الحاسب الآلي أنيتا برج الحاصلة علي الدكتوراة، وتيلي ويتني الحاصلة أيضًا علي الدكتوراة، ويعد الهدف الأول للمركز هو توظيف، وتوكيل، والارتقاء بالنساء في التكنولوجيا.
إن أحد برامج المركز البارزة هي احتفالية «جريس هوبر لمؤتمر النساء في الحوسبة»، أكبر تجمع في العالم للنساء في الحوسبة. من 2002 حتي 2017، كان مركز أنيتا برج للمرأة والتكنولوجيا تحت قيادة تيلي ويتني التي شاركت في تأسيس احتفالية «جريس هوبر لمؤتمر النساء في الحوسبة» مع أنيتا برج.
و حاليًا تترأس مركز أنيتا برج للمرأة والتكنولوجيا بريندا داردن ويلكرسون، المدير السابق لعلوم الحاسب الآلي وتعليم تكنولوجيا المعلومات مدارس شيكاغو العامة (CPS)، ومؤسسة مبادرة «علوم الحاسب الآلي للجميع» الأصلية.

## التاريخ
تأسست  مركز أنيتا برج للمرأة والتكنولوجيا في عام 1997م من قبل عالمة الحاسب الآلي أنيتا برج الحاصلة علي الدكتوراه وتيلي ويتني الحاصلة ايضًا علي الدكتوراه كمركز للمرأة في التكنولوجيا. وقد عُرض المركز بواسطة أثنين من برامجه الحاليين: «سيستارز» و «احتفالية جريس هوبر لمؤتمر النساء في الحوسبة». «سيستارز» هو المجتمع الأول علي الأنترنت للمرأة، تم تأسيسه في عام 1987م بواسطة أنيتا برج. في عام 1994م، نظمت برج وويتني الاحتفالية الأولي «جريس هوبر لمؤتمر النساء الحوسبة».
عملت أنيتا بورغ كمدير تنفيذي لمعهد المرأة في التكنولوجيا من عام 1997م إلي 2002م. في 2002 أصبحت ويتني الرئيس والمدير التنفيذي، وفي 2003، تم تسمية المعهد باسم معهد أنيتا برج للمرأة في التكنولوجيا. في 2017 تقاعدت ويتني، وتولت بريندا داردن ويلكرسون منصب الرئيس والمدير التنفيذي. كما تم تسمية المنظمة أيضًا باسم مركز أنيتا برج للمرأة والتكنولوجيا.

## الرسالة
أن رسالة المعهد هي زيادة تأثير المرأة في كل جوانب التكنولوجيا، وزيادة التأثير الإيجابي في التكنولوجيا في عالم المرأة.

## نشاطات
احتفالية «جريس هوبر لمؤتمر النساء في الحوسبة»
إن احتفالية «جريس هوبر لمؤتمر النساء في الحوسبة» هو أكبر تجمع للنساء في العالم في مجال الحوسبة. سُمي علي شرف الأميرال الخلفي جريس موراي هوبر، وعٌرض المؤتمؤ بواسطة مركز أنيتا برج للمرأة والتكنولوجيا وجمعية آلات الحوسبة. يضم المؤتمر جلسات تقنية وجلسات مهنية، يتضمن المتحدثين الرئيسيين، إعلان للجلسة، معرض الوظائف، وحفل توزيع الجوائز. تم عقد مؤتمر 2017 في أورلاندو، فلوريدا. وسيعقد مؤتمر 2018 في هوستون، تكساس.
يعقد المنتدى التنفيذي الفني كل عام في احتفالية «جريس هوبر لمؤتمر النساء في الحوسبة» يجمع بين المديرين التنفيذيين للتكنولوجيا رفيعة المستوى ليناقشوا التحديات والحلول للتوظيف، توكيل وتقدم المرأة التقنية. ومجموعة عمل لمدة يومان لأجل مدرسي علوم الحاسب الآلي ك-12 الذي سيعقد ايضًا في المؤتمر، برعاية رابطة معلمي علوم الحاسب الآلي ومركز أنيتا برج للمرأة والتكنولوجيا.

### الجوائز
تقدم مركز أنيتا برج للمرأة والتكنولوجيا عددًا من الجوائز سنويًا في احتفالية «جريس هوبر لمؤتمر النساء في الحوسبة» لشكر النساء العاملات في التكنولوجيا والذين يدعمونهم. وتتضمن: جائزة أنيتا برج للتأثير الأجتماعي، جائزة أنيتا برج للقيادة التقنية، جائزة دينيس دنتون الزعيم الناشئ، جائزة ريتشارد نيوتن للمعلمين، وجائزة أنيتا برج لعامل التغير وجائزة عامل التغير للمرأة في التكنولوجيا. 

### احتفالية «جريس هوبر لمؤتمر النساء في الحوسبة» بالهند
احتفالية «جريس هوبر لمؤتمر النساء في الحوسبة» بالهند هو أكبر مؤتمر للمرأة في التكنولوجيا في الهند. أنشئ في 2010م، ويعُرض المؤتمر لمدة يومان بعد احتفالية «جريس هوبر لمؤتمر النساء في الحوسبة» ويتضمن مسارات متعددة مع المتحدثين الرئيسيين، ولوحات، وجلسات التواصل الاجتماعي، وإعلان للجلسة. 